# Familienrat
Als Rest der alten Sippenvormundschaft war der Familienrat ein dem französischen Familienrecht des Code civil (Conseil de famille, §§ 405 ff) entlehntes Institut im Vormundschaftswesen. Er wurde unter Vorsitz des örtlichen Friedensrichters in einzelnen vormundschaftlichen Angelegenheiten besonders zusammengesetzt und einberufen und hatte die Interessen des Mündels zu wahren.
Die preußische Vormundschaftsordnung von 1875 hatte das Institut für die Fälle übernommen, dass Vater oder Mutter das Zusammentreten anordneten oder drei Verwandte oder Verschwägerte oder Vormund und Gegenvormund es verlangten. Die Anzahl der Mitglieder betrug zwischen zwei und höchstens sechs. Das Institut ging auch in das Bürgerliche Gesetzbuch ein (§§ 1858 – 1881 a.F.), wo es die Rechte und Pflichten des Vormundschaftsgerichts besaß und bis zum Jahre 1979 bestanden hat.
Im deutschen Fürstenrecht wurde der Familienrat vom Oberhaupt des Fürstenhauses einberufen, wenn eine strafbare Handlung eines Familienmitgliedes vorlag, über die nach den Hausgesetzen das Oberhaupt der Familie zu entscheiden hatte.